# Studium Wojskowe Akademii Morskiej w Gdyni

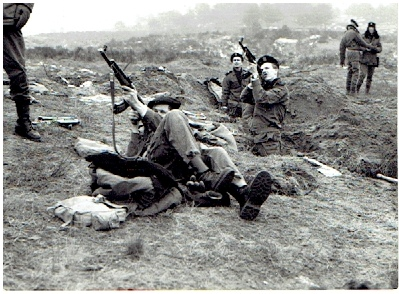
Studenci Wyższej Szkoły Morskiej w trakcie zajęć terenowych

Studium Wojskowe Akademii Morskiej w Gdyni – jednostka ogólnouczelniana Akademii Morskiej w Gdyni (a wcześniej Wyższej Szkoły Morskiej w Gdyni), której zadaniem było realizowanie przepisów Ustawy o powszechnym obowiązku obrony Rzeczypospolitej w zakresie dotyczącym studentów wyższych uczelni morskich.
Studenci Akademii, (głównie mężczyźni, lecz w przypadku Wydziału Nawigacyjnego – także kobiety; studentki pozostałych Wydziałów – fakultatywnie) byli zobowiązani do odbycia służby wojskowej w formie równorzędnej. W ostatnim okresie funkcjonowania, szkolenie wojskowe trwało trzy semestry (II, III i IV) w wymiarze 7 godzin w tygodniu (jeden dzień). We wcześniejszym okresie uczelni, studium to trwało trzy lata. Rozpoczynając służbę, studenci otrzymywali stopień wojskowy marynarza i tytuł „podchorążego”. Podlegali dyscyplinie, regulaminowi oraz przepisom wojskowym, w drodze na zajęcia, w ich trakcie i w powracając z zajęć, nosili mundury polowe brzegowych jednostek Marynarki Wojennej RP. Przysięga wojskowa odbywała się zazwyczaj w maju, w scenerii gdyńskiego Skweru Kościuszki (Alei Jana Pawła II), z wykorzystaniem, jako tła, fregaty szkolnej Dar Młodzieży. Kolejne wyższe stopnie wojskowe przyznawane były indywidualnie każdemu studentowi po każdym semestrze w przypadku osiągnięcia określonej średniej z ocen z przedmiotów Studium Wojskowego lub za dobre pełnienie określonych funkcji.
W okresie WSM, studenci pierwszego roku przechodzili przeszkolenie ogólnowojskowe, gdy dwa kolejne lata przeznaczano na szkolenia specjalistyczne, odrębne dla każdego wydziału i kierunku studiów. Szkolenie wojskowe kończyło się egzaminem oficerskim, który zazwyczaj zbiegał się z awansem na stopień mata (dowódcy plutonów i drużyn otrzymują zazwyczaj ten awans kilka miesięcy wcześniej – najczęściej z okazji Święta Niepodległości), nadaniem specjalności wojskowej i przeniesieniem do rezerwy, co jest równoznaczne z uregulowaniem stosunku do służby wojskowej.
Od 15 września 2000 pracą Studium kierował kmdr dr inż. Tadeusz Kaczorowski.
Od 1 stycznia 2010 roku wszedł w życie pakiet ustaw związanych z trwającym procesem profesjonalizacji Sił Zbrojnych RP.
Ustawa z dnia 27 sierpnia 2009 r. o zmianie ustawy o powszechnym obowiązku obrony Rzeczypospolitej Polskiej oraz o zmianie niektórych innych ustaw (Dz. U. Nr 161, poz. 1278); wprowadza następującą regulację :
Zniesiono możliwość odbywania przysposobienia obronnego i przeszkolenia wojskowego przez studentów w trakcie studiów oraz wymóg odbywania obowiązkowych zajęć wojskowych przez studentów uczelni morskich.
Termin likwidacji studium wojskowego uczelni morskich wyznaczono na dzień 31 października 2010 roku.